# Karl Nicola (Komponist)
Karl Nicola (auch: Carl Nicola; geboren am 18. Januar 1797 in Mannheim; gestorben am 8. Mai 1875 in Hannover) war ein deutscher Violinist, Königlicher Hof- und Kammermusiker, Musik- und Chordirektor sowie Komponist der romantischer Musik.

## Leben

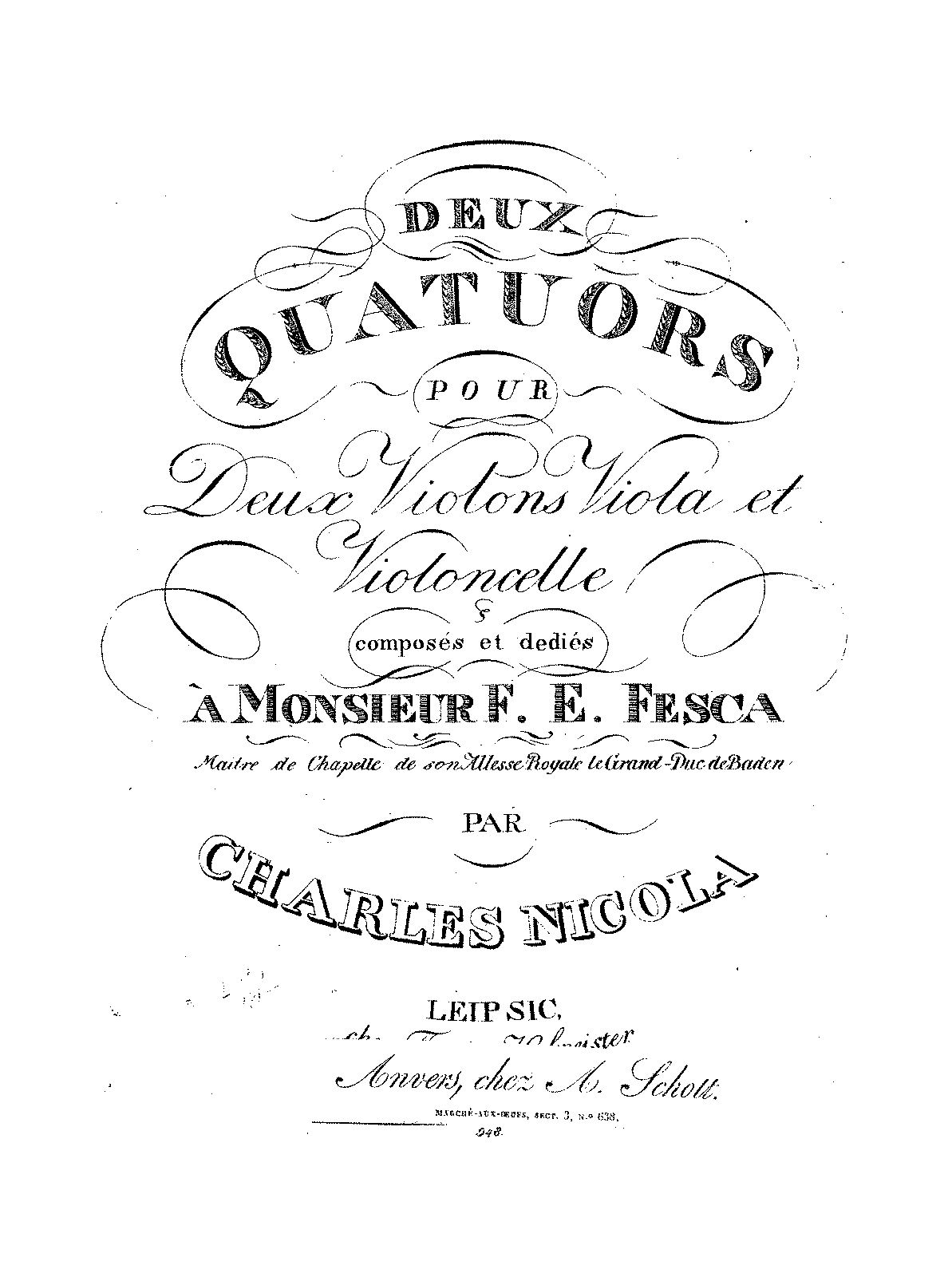
Um 1810: Titelblatt für die Noten zum Streichquartett „Deux Quatuors pour deux violons, viola et violoncelle“, gewidmet und komponiert für Friedrich Ernst Fesca, Verlag von Frederic Hofmeister, Leipzig, später Anvers bei A. Schott

Seine Eltern waren der Oboisten Peter Nicola und dessen Ehefrau die Schauspielerin Christine Henriette Witthöft (1763–1832). Die Sängerin Christine Leibnitz (1783–1839) war sein Halbschwester.
Er war Schüler von Johann Baptist Wendling für die Violine und bei Gottfried Weber für Komposition. Von Mannheim aus ging Nicola in die Residenzstadt des Königreichs Hannover, wo er ab dem 5. März 1819 als Königlicher Hof- und Kammermusiker am hannoverschen Schlossopernhaus verbeamtet wurde. Damit wurde er zugleich – wie auch die anderen Mitglieder des Ensembles – zum öffentlichen Opern- und Konzertdienst verpflichtet. Zudem wirkte Nicola von 1819 bis 1825 als hannoverscher Musik- und Chordirektor sowie als Vorgeiger der Ersten Violinen.
Abweichend von den vorgenannten Angaben konzertierte Nicola „bis 1821“ in Mannheim sowie von September 1821 bis 1823 in Stuttgart.
Ebenfalls 1823 studierte Nicola, Schüler von Carl Maria von Weber, ebenso wie Eduard Mörike an der Universität Tübingen. Während ihrer gemeinsamen Studienzeit versprach Nicola den Dichtern Ludwig Bauer und Wilhelm Waiblinger eine Vertonung ihrer Texte, die er zum Teil auch ausführte. 1836 korrespondierte Mörike mit Charlotte Späth in Cleversulzbach, diese möge bei Emilie Zumsteeg wegen einer Werksvertonung nach Nicola fragen.
Als Mitglied der Königlich Hannoverschen Hofkapelle erlebte Nicola unter der musikalischen Leitung von Heinrich Marschner eine Vergrößerung des Orchesters auf 47 Musiker.
Zum 1. Mai 1855 wurde Nicola in den Ruhestand verabschiedet. Er starb 1875 in Hannover im Alter von 77 Lebensjahren.
In Hannover heiratete Karl Nicola am 2. Juli 1823 die Sängerin Karoline Stenz (* 1802; † 1835). Das Paar hatte wenigstens 2 Kinder:
- Felix Konrad Friedrich (* 1825; † 21. November 1900)[5]
- Christiane Sophie Karoline (* 1826)

## Kompositionen (Auswahl)
- Adagio e Rondo, opus 2, Leipzig: Hofmeister
- Quartette, Violine (2), Viola, Violoncello, Nr. 1 (As-Dur) = Quatuor pour deux violons, viola et violoncelle, Leipzig: Fred. Hofmeister, n.d.(1824?). Plate 948,938, circa 1810 oder circa 1823
- Quartette, Violine (2), Viola, Violoncello, Nr. 2 (B-Dur) = Quatuor pour deux violons, viola et violoncelle, Leipzig: Fred. Hofmeister, n.d.(1824?). Plate 948,938, 1810 oder um 1823
- Vier Gesänge von Carl Grüneisen mit Begleitung des Pianoforte oder der Guitarre im Musik gesetz und dem Dichter freundschaftlich gewidmet von Carl Nicola, Hannover: in der Hofmusikhandlung von C. Bachmann, [um 1825];
- Vier Gesänge, Hannover: Nagel; darin
  - Thränenloser Schmerz, Lied eines Zimmergesellen, Mach’ auf dein Fenster und Tiefes Grab
- Der Lauf der Welt, Mainz: Schott
- Der Schmied, Mainz: Schott
- Fünf Gedichte für eine Singstimme mit Begleitung des Pianoforte, Hannover: Hofmusikalienhandlug Carl Bachmann, [o.D.]
- Opus 5, Hofmeister 1245: Sonate pour le piano-forte avec accompagnement d’un violon. oeuvre V. composé et dédié à M.r le Comte de Küffstein par C. Nicola, Stimmen, Leipsic: Fred. Hofmeister, [ca. 1827]; Einheitstitel RAK-Musik: Sonaten, Vl Kl, op. 5
- Carl Nicola, Johann Nepomuk Vogl: Lied Das Erkennen, Singstimme mit Klavier
- Gesänge. Sechs Gesänge von Ludwig Uhland. In Musik gesezt für eine Singstimme mit Begleitung des Piano-Forte. Mainz: Schott, 1826
- Carl Nicola, Friedrich Rückert: Die Rebentochter = Was ruft durch die Straßen von Haus zu Haus. Lieder, op. 10, 1839
- Das Vater Unser. Singstimme mit Begleitung des Pianoforte, in Musik gesezt, und dem Fräulein Louise Heinemeyer zugeeignet ..., für Sopran, Opus 11, Hannover in der Hofmusikalienhandlung von Adolph Nagel, [ohne Datum]
- Cappricio in Walzerform, Opus 13 in F moll, Hannover: Nagel

## Archivalien
Archivalien von und über Nicola finden sich beispielsweise
- in der Staatsbibliothek zu Berlin als aus Stuttgart versandten handschriftlichen Brief von Carl Nicola an B. Schott’s Söhne
  - vom 4. Februar 1823[6]
  - vom 16. Mai 1823[7]
  - vom 4. Dezember 1823[8]